# Karlsschanze (Willebadessen)

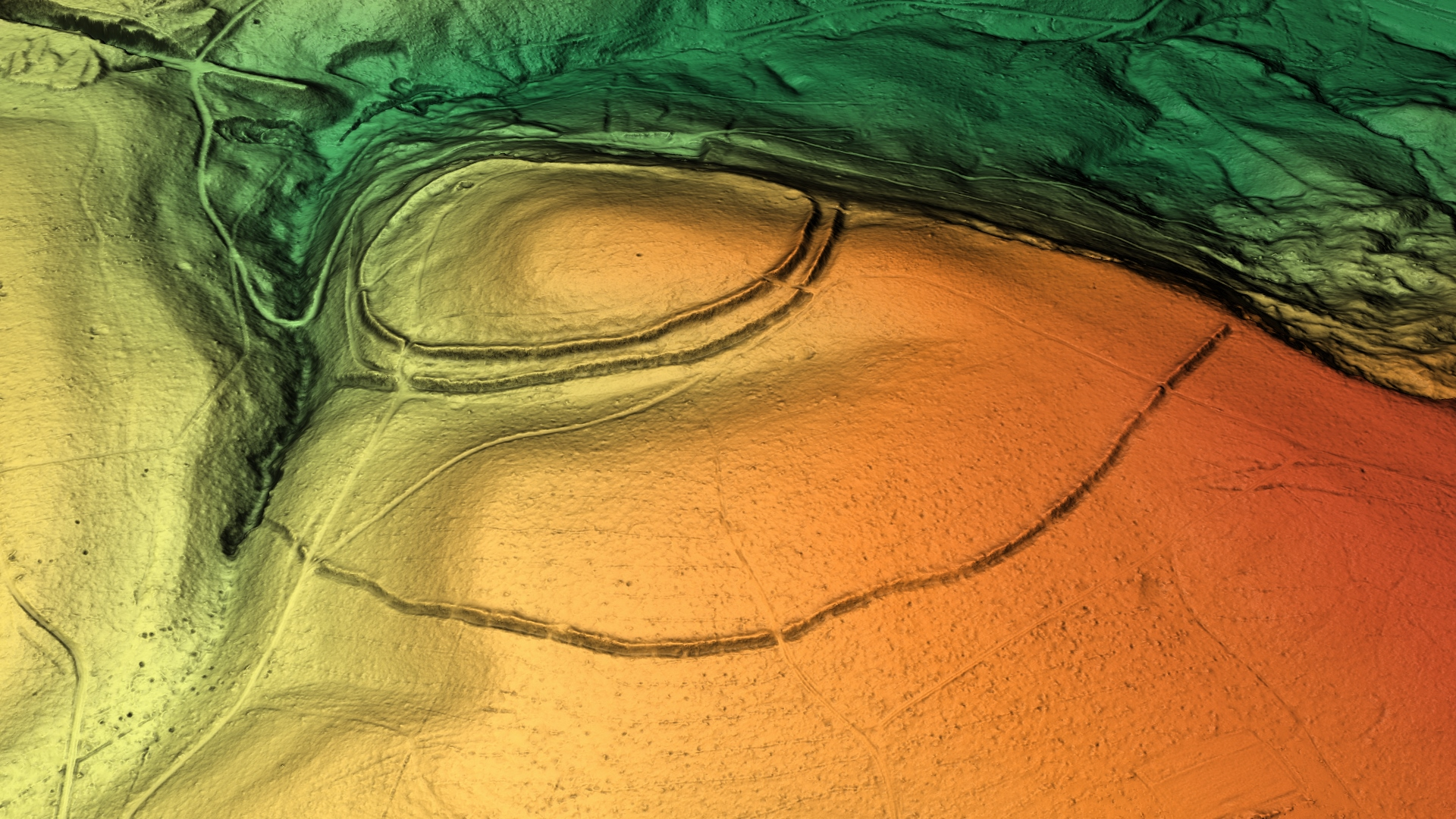
3D-Ansicht des digitalen Geländemodells

Die Karlsschanze ist eine abgegangene mittelalterliche Wallburg auf einer Kuppe des Eggegebirges 1,5 km südwestlich der Stadt Willebadessen im Kreis Höxter in Nordrhein-Westfalen.

## Geschichte

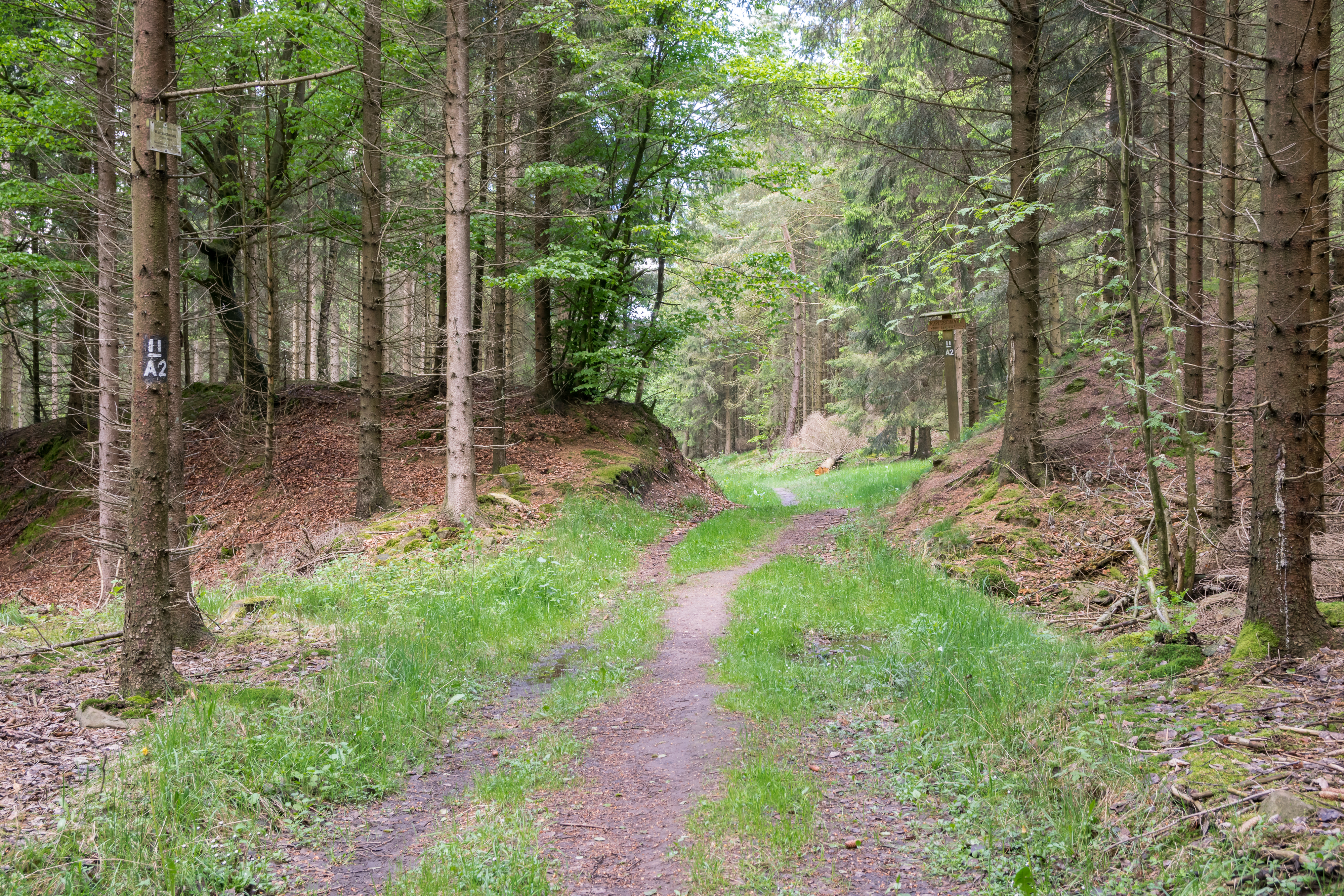
Moderner Wegedurchbruch durch den Hauptwall

Es sind keine Schriftquellen bekannt, die sicher auf die Anlage bezogen werden können. Zudem erbrachten die modernen Ausgrabungen von 1934/35 und 1973 keine datierenden Funde. Bei einer Ausgrabung von 1859 wurden angeblich eiserne Sporen gefunden, was eine vorgeschichtliche Zeitstellung ausschließt. Ihren heutigen Namen Karlsschanze erhielt sie erst im 17. Jahrhundert unter der hypothetischen Annahme, dass Karl der Große die Burg erbaut habe. Vorher führte sie den Namen Behmburg.
Hans-Georg Stephan stellte die Hypothese auf, dass es sich bei der Karlsschanze um die „civitas Helmeri“ des sächsischen Adeligen Bruning handelt, die laut dem Geschichtsschreiber Widukind von Corvey 938 von Eberhard, Herzog von Franken, zerstört wurde.

## Beschreibung
Die Karlsschanze befindet sich auf einer vom Eggegebirge nach Nordosten vorspringenden Kuppe von 350 × 250 m Größe, die nach Norden und Westen steil abfällt. Sie wird von einem mindestens zweiphasigen, noch bis zu 3 m hoch erhaltenen Wall umschlossen. Im Osten und Süden wird dieser von einem flachen, 8,6 m breiten Sohlgraben begleitet. Die Befestigung ist zweiphasig, die erste Phase besteht aus einem 9 m breiten Wall mit einer 1 m breiten Trockenmauer als Frontverstärkung und wahrscheinlich einer Holzkonstruktion auf der Rückseite. Danach folgt evtl. eine weitere Phase, bevor auf die Wallkrone eine Mauer gesetzt wurde.
An den flachen Hangseiten im Südosten und Süden befindet sich in 20–30 m Abstand ein Vorwall mit breitem Graben, der gegen Westen in das Hellebachtal läuft. In 250 m Abstand riegelt im Süden ein fast 900 m langer Vorwall mit Graben im weiten Bogen den Bergausläufer ab. In der gesamten Anlage ist kein Tor nachgewiesen. Von der Innenbebauung wurden am westlichen Wallfuß ein 9,30 × 4,60 m großes Steingebäude und im Norden ein weiterer massiver Bau ergraben.